# Доня-Црнча
Доня-Црнча (серб. Доња Црнча / Donja Crnča) — село в общине Вишеград Республики Сербской Боснии и Герцеговины. Население составляет 569 человек по переписи 2013 года.